# Ribnitz-Damgarten
Ribnitz-Damgarten é uma cidade da Alemanha localizada no distrito de Vorpommern-Rügen, estado de Mecklemburgo-Pomerânia Ocidental.
Pertence ao Amt de Ribnitz-Damgarten.